# کیمیکو رحیم
کیمیکو رحیم (انگلیسی: Kimiko Raheem؛ زادهٔ ۲۸ ژانویهٔ ۱۹۹۹ در کلمبو) شناگر زن در رشته‌های شنای آزاد و کرال پشت اهل سری‌لانکا است که در بازی‌های جنوب آسیا در مجموع برندهٔ ۵ مدال طلا، ۱ مدال نقره شده‌است.